# Nialus turbidus
Nialus turbidus är en skalbaggsart som beskrevs av Bordat 1992. Nialus turbidus ingår i släktet Nialus och familjen Aphodiidae. Inga underarter finns listade i Catalogue of Life.